# خلیل رفعتی
خلیل رفعتی یک کارآفرین اهل آمریکا است. او صاحب یکی از بزرگترین فروشگاه زنجیره ای آبمیوه فروشی در آمریکا یعنی «سانلایف ارگانیکس» است. کافه و مغازه‌های او سالانه شش میلیون دلار فروش دارند.

## زندگی‌نامه
خلیل رفعتی در اوهایو از مادری یهودی لهستانی و پدری مسلمان  فلسطینی متولد شد.
سال ۱۹۹۲، به امید بازیگر شدن، به لس‌آنجلس نقل مکان کرد؛ اما موفق نبود و دچار اعتیاد به مواد مخدر شد. در سال ۲۰۰۳ اعتیاد شدیدی به هروئین، کراک و کوکائین داشت و از کارتن‌خواب‌های لس آنجلس بود. او که در مصرف هروئین زیادروی کرده بود و در حال مرگ بود که توسط تیم پزشکی و شوک الکتریکی به هوش آمد.
برای بار نهم اعتیاد او را تا پای مرگ برد که اعتیاد را ترک کرد و مشغول شغل‌های متعدد شد. او درباره‌ٔ دورانی که اعتیاد داشت گفت:
به آخر همه چیز رسیده بودم. دیگر چیزی نبود که انجام ندهم،نابودیم نزدیک بود. تمام پل های پشت سرم خراب شده بودند. کارم تمام شده بود.
 سال ۲۰۰۷ خلیل خانه‌ای را اجاره کرد و یک کمپ ترک اعتیاد تأسیس کرد. مشتریانی که برای یک ماه اقامت در آن می‌بایست ده هزار دلار بپردازند. او برای افرادی که در آن کمپ اقامت داشتند، آب‌میوه‌هایی با نوآوری جدید درست می‌کرد، مثل ترکیبی که آن را ولوورین نامیده، ترکیب موز، پودر ماکا، شاه‌انگبین و گرده گل.

آوازه این نوشیدنی‌ها به‌سرعت در سراسر ایالت پخش شد. خلیل به همراه دوست دخترش، در سال ۲۰۱۱ «سان‌لایف ارگانیکس» را تأسیس کرد.